# Tykacz
Tykacz (bułg. Тъкач) – wieś w Bułgarii, w obwodzie Szumen, w gminie Kaolinowo. W 2024 roku liczyła 856 mieszkańców.